# Rue de la Laque
La rue de la Laque (en occitan : carrièra de la Laque) est une voie de Toulouse, chef-lieu de la région Occitanie, dans le Midi de la France.

## Situation et accès

### Description
La rue de la Laque est une voie publique. Elle se trouve au cœur du quartier Saint-Cyprien, dans le secteur 2 - Rive gauche.
La chaussée compte une seule voie de circulation automobile en sens unique de la rue du Chairedon vers la place Charles-Laganne. Elle appartient à une zone de rencontre et la vitesse y est limitée à 20 km/h. Il n'existe pas de piste, ni de bande cyclable, quoiqu'elle soit à double-sens cyclable.

### Voies rencontrées
La rue de la Laque rencontre les voies suivantes, dans l'ordre des numéros croissants (« g » indique que la rue se situe à gauche, « d » à droite) :
1. Place Charles-Laganne
2. Rue du Pont-Vieux (g)
3. Rue du Chairedon

## Odonymie
La rue ne semble pas avoir de nom connu avant le XVIe siècle : peut-être est-il plus ancien. Son interprétation n'en est pas moins obscure. S'il semble avéré qu'il lui vienne du latin lacus (« lac, étang », mais aussi « bassin, réservoir »), il n'est pas possible de déterminer si cet élément renvoie à la présence d'une étendue d'eau ou de marécages, liés à la proximité de la Garonne, ou à des pièces d'eau du château de Peyrolade, ou encore à un réservoir d'eau, lié à l'aqueduc de Lardenne, qui passait à proximité. En 1794, pendant la Révolution française, on lui attribua le nom de rue Sentiments, mais cette nouvelle appellation ne subsista cependant pas.

## Patrimoine et lieux d'intérêt
- no  14 : cité HBM de la Laque (Jean Montariol, 1928-1931)[4].